# Landtag der Republik Baden
Der Landtag der Republik Baden war vom 15. Januar 1919 bis 3. Februar 1933 als demokratisch legitimierte Volksvertretung und Legislative der Republik Baden tätig. Vorgänger dieses Landtags war die 2. Kammer der Badischen Ständeversammlung des Großherzogtums Baden. Formal gab es die Institution des Landtags noch vom 4. Februar 1933 bis 30. Januar 1934 weiter. Der letzte von den Nationalsozialisten eingesetzte Landtag wurde am 14. Oktober 1933 aufgelöst. Er war allerdings seit dem 5. März ohnehin nur dreimal einberufen worden und hatte keine relevanten Entscheidungen zu treffen.

## Rechtsgrundlage und Aufbau
Gemäß Abschnitt IV der Verfassung der Republik vom 21. März 1919 bestand der Landtag aus einer von Bevölkerungszahl und Wahlbeteiligung abhängigen Zahl von Abgeordneten. Je 10.000 Wähler pro Partei erhielt diese jeweils einen Abgeordneten. Die Abgeordneten wurden nach dem Grundsatz der Verhältniswahl für eine Dauer der Wahlperiode von vier Jahren gewählt. Das Mindestalter für das aktive Wahlrecht war 21 Jahre und für das passive Wahlrecht 25 Jahre (§ 3).
Seine Aufgaben waren die Gesetzgebung, die Überwachung der Staatsführung und Verwaltung, die Wahrnehmung des Budgetrechtes, die Wahl/Abwahl der Minister sowie gegebenenfalls der Ministeranklage. Der Landtag tagte im Ständehaus zu Karlsruhe.
Rechtsgrundlage für die Wahl des Landtags war das Landeswahlgesetz vom 29. Juli 1920.
„Aufgrund des ‚Gesetzes zur Behebung der Not von Volk und Reich‘ vom 24. März 1933 (...) hat die Reichsregierung durch § 4 des ‚Vorläufigen Gesetzes zur Gleichschaltung der Länder mit dem Reich — Gleichschaltungsgesetz —‘ vom 31. März 1933 (...) die Neubildung der Volksvertretungen der Länder auf der Grundlage der Ergebnisse der Reichstagswahl vom 5. März geregelt.
Gemäß § 11 obigen Gleichschaltungsgesetzes bewirkt die Auflösung des Reichstags ohne weiteres die Auflösung der Volksvertretungen der Länder.
Da durch Verordnung des Reichspräsidenten vom 14. Oktober 1933 der Reichstag aufgelöst wurde, gilt mit dem gleichen Tage auch der Badische Landtag als aufgelöst und gelten die Mandate der Landtagsperiode 1933/34 als erloschen.“
Mit dem Gesetz über den Neuaufbau des Reichs vom 30. Januar 1934 wurde auch der badische Landtag aufgehoben. 
Nach dem Zweiten Weltkrieg wurden mit der Aufteilung Deutschlands in alliierte Besatzungszonen die Länder Württemberg-Baden und Baden (Südbaden) errichtet. Deren Landtage übernahmen die Funktionen des Badischen Landtags.

## Landtagsperioden und - sitzungen
Gemäß § 26 der Verfassung wurde der Landtag für eine vierjährige Landtagsperiode gewählt, die in vier Sitzungsperioden von je einjähriger Dauer gegliedert wurde.
| Landtagsperiode | Landtagsperiode                       | Sitzungsperiode | Sitzungsperiode                       | Sitzungen                  | Sitzungen                                | Protokolle |
| Nr.             | Zeitraum                              | Nr.             | Zeitraum                              | Anzahl                     | Zeitraum                                 | Link       |
| --------------- | ------------------------------------- | --------------- | ------------------------------------- | -------------------------- | ---------------------------------------- | ---------- |
| I.              | 15. Januar 1919 bis 15. Oktober 1921  | 1.              | 15. Januar 1919 bis 15. Oktober 1919  | vorbereitende + 1. bis 43. | 14. Januar 1919 bis 1. August 1919       | 1919       |
|                 |                                       | 2.              | 16. Oktober 1919 bis 15. Oktober 1920 | 1. bis 63                  | 21. Oktober 1919 bis 5. August 1920      | 1919/1920  |
|                 |                                       | 3.              | 16. Oktober 1920 bis 8. November 1921 | 1. bis 71.                 | 20. Oktober 1920 bis 7. Oktober 1921     | 1920/1921  |
| II.             | 31. Oktober 1921 bis 30. Oktober 1925 | 1.              | 31. Oktober 1921 bis 30. Oktober 1922 | vorbereitende + 1. bis 90. | 8. November 1921 bis 28. Juli 1922       | 1921/1922  |
|                 |                                       | 2.              | 31. Oktober 1922 bis 30. Oktober 1923 | 1. bis 46.                 | 7. November 1922 bis 20. Juli 1923       | 1922/1923  |
|                 |                                       | 3.              | 31. Oktober 1923 bis 30. Oktober 1924 | 1. bis 44.                 | 7. November 1923 bis 8. August 1924      | 1923/1924  |
|                 |                                       | 4.              | 31. Oktober 1924 bis 30. Oktober 1925 | 1. bis 49.                 | 7. November 1924 bis 6. Oktober 1925     | 1924/1925  |
| III.            | 25. Oktober 1925 bis 24. Oktober 1929 | 1.              | 25. Oktober 1925 bis 24. Oktober 1926 | vorbereitende + 1. bis 73. | 4. November 1925 bis 5. August 1926      | 1925/1926  |
|                 |                                       | 2.              | 25. Oktober 1926 bis 24. Oktober 1927 | 1. bis 46.                 | 23. November 1926 bis 21. Juli 1927      | 1926/1927  |
|                 |                                       | 3.              | 25. Oktober 1927 bis 24. Oktober 1928 | 1. bis 61.                 | 23. November 1927 bis 13. September 1928 | 1927/1928  |
|                 |                                       | 4.              | 25. Oktober 1928 bis 24. Oktober 1929 | 1. bis 27.                 | 23. November 1928 bis 16. Mai 1929       | 1928/1929  |
| IV.             | 28. Oktober 1929 bis 4. März 1933     | 1.              | 28. Oktober 1929 bis 27. Oktober 1930 | 1. bis 68.                 | 6. November 1929 bis 4. Juni 1930        | 1929/1930  |
|                 |                                       | 2.              | 28. Oktober 1930 bis 27. Oktober 1931 | 1. bis 64.                 | 20. November 1930 bis 25. September 1931 | 1930/1931  |
|                 |                                       | 3.              | 25. Oktober 1927 bis 24. Oktober 1928 | 1. bis 37.                 | 24. November 1931 bis 10. November 1932  | 1931/1932  |
|                 |                                       | 4.              | 11. November 1932 bis 4. März 1933    | 1. bis 27.                 | 23. November 1928 bis 3. Februar 1933    | 1932/1933  |
| V.              | 6. März 1933 bis 14. Oktober 1933     | 1.              | 6. März 1933 bis 14. Oktober 1933     | 1. bis 3.                  | 16. Mai 1933 bis 9. Juni 1933            | 1933       |

## Präsidenten des Landtags
| Amtszeit                         | Präsident                      |
| -------------------------------- | ------------------------------ |
| 5. Januar 1919 – 7. Oktober 1921 | Ferdinand Kopf, Zentrum        |
| 9. November 1921 – 4. Mai 1923   | Franz Josef Wittemann, Zentrum |
| 4. Mai 1923 – 20. März 1930      | Eugen Baumgartner, Zentrum     |
| 20. März 1930 – 4. März 1933     | Josef Duffner, Zentrum         |
| 16. Mai 1933 – 30. Januar 1934   | Herbert Kraft, NSDAP           |

## Landtagswahlen

### Landtagswahl 1919
Sitzverteilung in der verfassunggebenden badischen Nationalversammlung 1919

Am 5. Januar 1919 erfolgte die Wahl zur badischen verfassunggebenden Nationalversammlung, die auf den 15. Januar zu ihrer konstituierenden Sitzung einberufen wurde. Bei dieser Wahl waren die Frauen in Baden erstmals wahlberechtigt und unter den 107 gewählten Abgeordneten waren 9 Frauen.
| Wahl zur verfassunggebenden Nationalversammlung 1919 | Wahl zur verfassunggebenden Nationalversammlung 1919 | Wahl zur verfassunggebenden Nationalversammlung 1919 |
| Partei                                               | Stimmanteil in %                                     | Sitze                                                |
| ---------------------------------------------------- | ---------------------------------------------------- | ---------------------------------------------------- |
| Badische Zentrumspartei                              | 36,63 %                                              | 39                                                   |
| SPD                                                  | 32,06 %                                              | 36                                                   |
| DDP                                                  | 22,78 %                                              | 25                                                   |
| Christliche Volkspartei in Baden (später DNVP)       | 7,03 %                                               | 7                                                    |
| USPD                                                 | 1,50 %                                               | 0                                                    |
| TOTAL                                                | 100,00 %                                             | 107                                                  |

An 100 % fehlende Stimmen = nicht im Landtag vertretene Wahlvorschläge
Liste der Mitglieder des Landtages (Republik Baden) (1. Wahlperiode)
Bei der Volksabstimmung vom 13. April 1919 über die neue Verfassung wurde gesondert auch über die Weitergeltung der Nationalversammlung als Landtag bis zum 15. Oktober 1921 abgestimmt, wobei sich bei einer Beteiligung von nur etwa 35 % der Wahlberechtigten eine Mehrheit von etwa 95 % für diese Weitergeltung ergab.

### Landtagswahl 1921
Am 30. Oktober 1921 erfolgte die Wahl zum 1. Landtag. Die Anzahl der Sitze reduzierte sich nach dem neuen Wahlgesetz von 107 auf 86 (1 Sitz pro 10 000 gültige Stimmen einer Partei).
| Landtagswahl 1921                                       | Landtagswahl 1921 | Landtagswahl 1921 | Landtagswahl 1921   |
| Partei                                                  | Stimmanteil in %  | Sitze             | Veränderung (Sitze) |
| ------------------------------------------------------- | ----------------- | ----------------- | ------------------- |
| Badische Zentrumspartei                                 | 37,87 %           | 34 Sitze          | − 5 Sitze           |
| SPD                                                     | 22,67 %           | 20 Sitze          | − 16 Sitze          |
| DDP                                                     | 8,46 %            | 7 Sitze           | − 18 Sitze          |
| DNVP (Christliche Volkspartei in Baden)                 | 8,45 %            | 7 Sitze           | ± 0 Sitze           |
| Badischer Landbund (Bauernliste)                        | 8,31 %            | 7 Sitze           | + 7 Sitze           |
| Deutsche liberale Volkspartei                           | 6,04 %            | 5 Sitze           | + 5 Sitze           |
| KPD                                                     | 3,92 %            | 3 Sitze           | + 3 Sitze           |
| USPD                                                    | 3,02 %            | 2 Sitze           | + 2 Sitze           |
| Wirtschaftliche Vereinigung des badischen Mittelstandes | 1,27 %            | 1 Sitz            | + 1 Sitz            |

An 100 % fehlende Stimmen = nicht im Landtag vertretene Wahlvorschläge
Liste der Mitglieder des Landtages (Republik Baden) (2. Wahlperiode)

### Landtagswahl 1925
Am 25. Oktober 1925 erfolgte die Wahl zum 2. Landtag. Auf Grund der geringeren Wahlbeteiligung ging die Zahl der Sitze von 86 auf 72 zurück.
| Landtagswahl 1925                                           | Landtagswahl 1925 | Landtagswahl 1925 | Landtagswahl 1925   |
| Partei                                                      | Stimmanteil in %  | Sitze             | Veränderung (Sitze) |
| ----------------------------------------------------------- | ----------------- | ----------------- | ------------------- |
| Badische Zentrumspartei                                     | 36,81 %           | 28 Sitze          | − 6 Sitze           |
| SPD                                                         | 20,85 %           | 16 Sitze          | − 4 Sitze           |
| Badischer Rechtsblock (DNVP und Landbund)                   | 12,18 %           | 9 Sitze           | − 5 Sitze           |
| DVP                                                         | 9,47 %            | 7 Sitze           | + 2 Sitze           |
| DDP                                                         | 8,66 %            | 6 Sitze           | − 1 Sitz            |
| KPD                                                         | 6,15 %            | 4 Sitze           | + 1 Sitz            |
| Wirtschaftliche Vereinigung des badischen Mittelstandes     | 2,97 %            | 2 Sitze           | + 1 Sitz            |
| NSDAP, Völkische u. Aufwertungsbewegung                     | 1,16 %            |                   |                     |
| Deutschvölkische Freiheitsbewegung (DVFB)                   | 0,83 %            |                   |                     |
| Deutsche Aufwertungs- und Aufbaupartei (Mittelstandspartei) | 0,54 %            |                   |                     |
| Badischer Pächter- u. Kleinbauernverband                    | 0,39 %            |                   |                     |

An 100 % fehlende Stimmen = nicht im Landtag vertretene Wahlvorschläge
Liste der Mitglieder des Landtages (Republik Baden) (3. Wahlperiode)

### Landtagswahl 1929
Am 27. Oktober 1929 erfolgte die Wahl zum 3. Landtag. Die Zahl der Sitze erhöhte sich von 72 auf 88.
| Landtagswahl 1929                                                              | Landtagswahl 1929 | Landtagswahl 1929 | Landtagswahl 1929   |
| Partei                                                                         | Stimmanteil in %  | Sitze             | Veränderung (Sitze) |
| ------------------------------------------------------------------------------ | ----------------- | ----------------- | ------------------- |
| Badische Zentrumspartei                                                        | 36,66 %           | 34 Sitze          | + 6 Sitze           |
| SPD                                                                            | 20,07 %           | 18 Sitze          | + 2 Sitze           |
| DVP                                                                            | 7,97 %            | 7 Sitze           | ± 0 Sitze           |
| NSDAP                                                                          | 6,98 %            | 6 Sitze           | + 6 Sitze           |
| DDP                                                                            | 6,69 %            | 6 Sitze           | ± 0 Sitze           |
| KPD                                                                            | 5,91 %            | 5 Sitze           | + 1 Sitz            |
| Reichspartei des deutschen Mittelstandes (Wirtschaftspartei)                   | 3,82 %            | 3 Sitze           | + 1 Sitz            |
| Evangelischer Volksdienst (Landesverband Baden des Christlichen Volksdienstes) | 3,79 %            | 3 Sitze           | + 3 Sitze           |
| Deutschnationale Volkspartei (Christliche Volkspartei Baden)                   | 3,66 %            | 3 Sitze           | nicht darstellbar   |
| Badische Bauernpartei                                                          | 3,03 %            | 3 Sitze           | nicht darstellbar   |
| Volksrechtpartei (Reichspartei für Volksrecht und Aufwertung)                  | 0,72 %            |                   |                     |
| Christlich-Soziale Reichspartei Baden                                          | 0,55 %            |                   |                     |
| Linke Kommunisten (Leninbund)                                                  | 0,16 %            |                   |                     |

An 100 % fehlende Stimmen = nicht im Landtag vertretene Wahlvorschläge
Liste der Mitglieder des Landtages (Republik Baden) (4. Wahlperiode)

### Die Reichstagswahl 1933 als Referenzwahl
Am 5. März 1933 erfolgte die Wahl zum Reichstag. Aufgrund des Gleichschaltungsgesetzes wurde in Anlehnung an dieses Wahlergebnisses ein neuer Landtag berufen. Die sechs der KPD anteilig zustehenden Mandate wurden auf Grund der Verordnung des Reichspräsidenten zum Schutz von Volk und Staat annulliert. Dieser ernannte Landtag trat erst am 16. Mai zu seiner konstituierenden Sitzung zusammen. Die bisherige DNVP nannte sich Deutschnationale Front und befand sich in Arbeitsgemeinschaft mit der NSDAP. Die acht Abgeordneten der SPD schieden am 23. Juni 1933 auf Grund des Verbots der SPD aus. 
| Reichstagswahl 1933              | Reichstagswahl 1933 | Reichstagswahl 1933 | Reichstagswahl 1933 |
| Partei                           | Stimmanteil in %    | Sitze               | Veränderung (Sitze) |
| -------------------------------- | ------------------- | ------------------- | ------------------- |
| NSDAP                            | 45,36 %             | 30 Sitze            | + 24 Sitze          |
| Badische Zentrumspartei          | 25,35 %             | 17 Sitze            | − 17 Sitze          |
| SPD                              | 11,93 %             | 8 Sitze             | − 10 Sitze          |
| KPD                              | 9,75 %              | 6 Sitze             | + 1 Sitz            |
| Kampffront Schwarz-Weiß-Rot      | 3,64 %              | 2 Sitze             | − 1 Sitz            |
| DStP                             | 1,49 %              |                     | − 6 Sitze           |
| Evangelischer Volksdienst        | 1,34 %              |                     | − 3 Sitze           |
| DVP                              | 1,04 %              |                     | − 7 Sitze           |
| Deutsche Bauernpartei            | 0,05 %              |                     |                     |
| Sozialistische Kampfgemeinschaft | 0,03 %              |                     |                     |
| Bauern- und Weingärtnerbund      | 0,02 %              |                     |                     |

An 100 % fehlende Stimmen = nicht im Landtag vertretene Wahlvorschläge
Liste der Mitglieder des Landtages (Republik Baden) (5. Wahlperiode)

## Vorsitzende der Fraktionen
- Vorsitzende der Zentrums-Fraktion waren von 1919 bis 1930 Josef Schofer, von Februar 1930 bis 18. September 1931 Eugen Baumgartner und danach bis Sommer 1933 Ernst Föhr.
- Vorsitzende der SPD-Fraktion waren vom 15. Januar 1919 bis 1. August 1919 Anton Geiß, vom 21. Oktober 1919 bis 17. Juli 1928 Ludwig Marum, von 1928 bis 1931 Emil Maier, von Juni 1931 bis Februar 1933 Leopold Rückert und vom Mai 1933 bis Juni 1933 Jakob Sommer.
- Vorsitzende der DDP-Fraktion waren von Januar 1919 bis August 1919 Friedrich König, von Oktober 1919 bis Oktober 1920 Hermann Dietrich, von Oktober 1920 bis November 1929 Karl Glockner und vom 6. November 1929 bis Februar 1933 Oskar Hofheinz.
- Vorsitzender der DNVP-Fraktion war von Januar 1919 bis zum 16. Mai 1929 Friedrich Theodor Mayer, wobei die DNVP vom 4. November 1925 bis zum 4. Juni 1928 als Bürgerliche Vereinigung mit dem Landbund und der Wirtschaftlichen Vereinigung eine Fraktionsgemeinschaft bildete, die ebenfalls von Mayer geleitet wurde. Weiterer Fraktionsvorsitzender der DNVP war vom 6. November 1929 bis zum 3. Februar 1933 Paul Schmitthenner, der schließlich vom 16. Mai 1933 bis 9. Juni 1933 die Fraktion der Deutschnationalen Front leitete, welche eine Arbeitsgemeinschaft mit der NSDAP einging.
- USPD-Fraktionsvorsitzender war vom 9. November 1921 bis Juli 1922 Rudolf Freidhof.
- KPD-Fraktionsvorsitzende waren vom 9. November 1921 bis November 1929 Max Bock, vom 6. November 1929 bis 20. April 1932 Georg Lechleiter und vom 20. April 1932 bis Februar 1933 Robert Klausmann.
- Fraktionsvorsitzende des Landbundes waren vom 9. November 1921 bis 10. November 1922 Hermann Gebhard und vom 10. November 1922 bis November 1925 Gustav Klaiber. Von November 1925 bis zum 4. Juni 1928 befand sich der Landbund mit der DNVP und der Wirtschaftlichen Vereinigung in einer Fraktionsgemeinschaft namens Bürgerliche Vereinigung, welche von dem DNVP-Abgeordneten Mayer geleitet wurde. Nach Auflösung der Fraktion der Bürgerlichen Vereinigung leitete Gustav Klaiber vom 4. Juni 1928 bis November 1930 erneut die Fraktion der Wirtschafts- und Bauernpartei, gefolgt von Adam von Au, der vom 20. November 1930 bis zum 25. September 1931 Fraktionsvorsitzender war.
- Fraktionsvorsitzende des Evangelischen Volksdienstes waren vom 6. November 1929 bis zum 31. Januar 1931 Hermann Teutsch, vom 31. Januar 1931 bis September 1931 Ernst Brühler und vom 24. November 1931 bis März 1933 Eugen Kroenlein.
- NSDAP-Fraktionsvorsitzender war vom 6. November 1929 bis zur Abschaffung des Landtags Ende 1933 Walter Köhler.